# Пелаго
Пѐлаго (на италиански: Pelago) е градче и община в централна Италия, провинция Флоренция, регион Тоскана. Разположено е на 309 m надморска височина. Населението на общината е 7702 души (към 2010 г.).